# The Sims Pet Stories
The Sims Pet Stories — друга гра серії The Sims Stories. В США вийшла 19 червня 2007. The Sims Pet Stories є версією відеогри The Sims 2: Pets, яка оптимізована для ноутбуків. В моді Історій представляє сюжети Еліс Вітт та Стівена Лояла. 19 грудня 2007 студія Aspyr випустила порт для OS X.

## Ігровий процес
Гра The Sims Pet Stories має дві категорії геймплею: перший — вільний, як в The Sims 2: Pets; другий — сценарний. Сценарний геймплей представляє дві історії. Перша історія називається Найкращий в шоу (англ. Best in Show), друга — Опівнічний маскарад (англ. Midnight Masquerade). Історія Найкращий в шоу розказує про Еліс, яка стикається з фінансовими складностями і може втратити свій будинок. Її пес, Сем, повинен виграти змагання, аби він і його господарка не опинились на вулиці. У другій історії, Опівнічний Маскарад, Стівен має ужитися з кішкою, яка перевертає його дім верх дном.

## Рецензії критиків
Гра отримала біль-менш позитивні огляди від критиків. Агрегатор Metacritic дав грі 67 %.
| Агрегатор  | Оцінка |
| ---------- | ------ |
| Metacritic | 67%    |

| Видання     | Оцінка |
| ----------- | ------ |
| GamesRadar+ | [ 7 ]  |

## Персонажі в Історіях

### Персонажі вНайкращому в шоу(Best in Show)
- Еліс Вітт (Alice Whitt). Головна героїня, яка живе в містечку Високі сади. Має улюблену собаку Сема. Аліса може опинитись на вулиці, якщо через два тижні не виплатить 120,000 сімолеонів. Вона дізнається про собаче шоу, яке дає переможця велику суму грошей. Еліс разом із Семом повинна виграти приз, аби залишитися у своєму домі.
- Сем Вітт (Sam Whitt). Далматин, собака Еліс. Пес повинен виграти шоу, аби отримати приз і зберегти свій будинок. В кінці історії Сем та Люсі заводять цуценят.
- Діана ДеБор (Diana DeBore). Бізнесвумен, яка хоче заволодіти всіма будинками міста, тому має виселити Еліс та Сема. У Діани є пудель на ім'я Дорогоцінний. Він змагається разом із Семом у шоу.
- Дорогоцінний ДеБоре (Precious DeBore). Собака Діани. Змагається проти Еліс та Сема на собачому шоу.
- Амая Флорес (Amaya Flores). Найкращий друг Еліс.
- Роскі (Roscoe Flores). Собака Амаї.
- Отіс Філдінг (Otis Fielding). Таємничий чоловік, дресирувальник собак.
- Джейк Філдінг (Jake Fielding). Собака Отіса.
- Томас Джонс (Thomas Jones). Друг Аліси, згодом стає її хлопцем.
- Люсі Джонс (Thomas Jones). Собака Томаса. В кінці історії Люсі та Сем заводять цуценят.
- Ріс Мастелла (Reece Mustella). Один із посіпак Діани.
- Брок Хортон (Brock Thornton). Один із посіпак Діани.
- Інді Хортон (Indie Thornton). Кішка Брока.

### Персонажі в Опівнічному маскараді(Midnight Masquerade)
- Стівен Лоял (Stephen Loyal). Головний герой, працює кухарем і любить свою роботу. Опісля весілля своєї кузини Селести має доглядати за її кішкою Дівою. Також Стівен має підготувати страви для маскараду. Він знайомиться з двома жінками, Рейчел і Ерін. В місто приїжджає загадковий чоловік і відбиває обох подруг Стівена. В кінці він арештовує незнайомця і має вибрати Рейчел чи Ерін для подальших стосунків.
- Діва Лоял (Diva Loyal). Кішка кузени Стівена, Селести, яка починає жити у нього після весілля своєї господарки. Вона псує йому меблі, страви, які він готує, та наводить безлад у його будинку. Але в кінці вони починають любити один одного.
- Гордон Фетчінг (Gordon Fetching). Чоловік, який заводить романтичні стосунки з Рейчел та Ерін.
- Ентоні Зілч (Anthony Zilch). Посіпака Гордона.
- Селеста Жирард (Celeste Girard). Кузена Стівена. Після весілля, вона їде на медовий місяць і просить Стівена доглядати її кішкою Дівою.
- Демьєн Жирард (Damien Girard). Чоловік Селести.
- Джуліанн Шарлот (Julianne Charlot). Шеф Стівена.
- Джеймс Брігс (James Briggs). Друг Стівена, поліцейський. Чоловік Кадіші.
- Кадіша Брігс (Kadisha Briggs). Дружина Джеймса.
- Сол Зуговіч (Sal Zugovich). Друг Стівена, чоловік Грети.
- Грета Зуговіч (Greta Zugovich). Дружина Сола.
- Рейчел Вейрі (Rachel Ware). Після зустрічі зі Стівеном на весіллі Селести, стала його дівчиною.
- Ерін Девіс (Erin Davis). Після зустрічі зі Стівеном на весіллі Селести, стала його дівчиною. Художниця.
- Бастер Девіс (Buster Davis). Собака Ерін.